# Villa di Caius Olius Ampliatus
La villa di Caius Olius Ampliatus è una villa di epoca romana ubicata a Napoli, nel quartiere di Ponticelli.

## Storia
La villa venne edificata nel I secolo ed era probabilmente abitata da un veterano di Silla a cui furono affidate delle terre da coltivare; venne sepolta sotto una coltre di ceneri e lapilli a seguito dell'eruzione del Vesuvio del 79.
Dopo il terremoto del 1980, si decise la costruzione di edilizia popolare per accogliere gli sfollati nella zona di Ponticelli, al confine tra Napoli e San Giorgio a Cremano: nel 1985, durante i lavori di edificazione degli immobili venne ritrovata una villa del I secolo, un'altra villa risalente al II secolo e utilizzata fino al V o al VI secolo e una necropoli. Di queste solo la villa del I secolo ebbe delle campagne di scavo, tra il 1986 e il 1987 e nel 2007, mentre le altre furono nuovamente sotterrate.

## Descrizione
La villa risale al I secolo, ha una superficie di circa 2 000 m² e l'ingresso, che da direttamente sul peristilio, era posta alla confluenza delle strade da Ercolano e Nola. Si tratta di una villa rustica, caratterizzata da un peristilio centrale intorno al quale si apre sia la parte residenziale che quella produttiva. La zona residenziale è di dimensioni ridotte rispetto al resto della struttura e ciò fa supporre che abitasse un esiguo nucleo familiare: questa è caratterizzata da una cucina con latrina, un triclinio che affacciava direttamente sul Vesuvio, un cubicolo, e, nella parte nord, nei pressi dell'orto, era probabilmente posto il quartiere termale.
La zona produttiva invece presente l'area per la spremitura delle olive per l'olio, il pistrinum con forno per il pane, un terreno dedicato al pascolo degli animali e, nella parte inferiore della villa, nelle cantine, la cella vinaria con i dolia, il torchio e la vasca per il mosto. Fu nella cella vinaria che venne rinvenuto il corpo di uno degli abitanti che aveva cercato riparo dall'eruzione, portando con dei beni preziosi tra cui un sigillo con il nome di Caius Olius Ampliatus, da cui la villa prende il nome; non si è a conoscenza se il corpo fosse del proprietario o di uno dei servitori: questo presentava denti mancanti e numerose fratture ossee. Sul muro di cinta che circonda la villa, Paolo ShaOne Romano ha dipinto un murales raffigurante la storia del sito.